# Eidgenössische Kommunikationskommission
Die Eidgenössische Kommunikationskommission (ComCom) ist die unabhängige Konzessions- und Regulierungsbehörde der Schweiz für das Fernmeldewesen.
Sie wurde durch das Fernmeldegesetz (FMG) vom 30. April 1997 ins Leben gerufen.
Die Kommission besteht aus sieben vom Bundesrat ernannten Mitgliedern. Sie unterliegt in ihren Entscheiden keinen Weisungen vom Bundesrat und Departement, ist von den Verwaltungsbehörden wie dem Bundesamt für Kommunikation unabhängig und verfügt über ein eigenes Sekretariat.